# كونيوكي تاكاهاشي
كونيوكي تاكاهاشي (高橋邦幸 تاكاهاشي كونيوكي) هو ملحن وعازف ترومبون ياباني.

## أعماله في الدراما اليابانية
- ملاك النقود (ضمن MONACA)

## أعماله في الأنمي

### مسلسلات أنمي تلفزيونية
- غارو: القمر القرمزي (ضمن MONACA)
- كوميديا رومانسية شبابي خاطئة كما توقعت. (ضمن MONACA)
- كوميديا رومانسية شبابي خاطئة كما توقعت. التتمة (بالتعاون مع كاكيرو إيشيهاما)
- آيكاتسو! (ضمن MONACA)
- ويك أب, جيرلز! (ضمن MONACA)
- كنز نانانا ريوغاجو (ضمن MONACA)
- فرسان التنكاي (ضمن MONACA)
- البطلة يونا يوكي (ضمن MONACA)
- فتيات كرة الطاولة المشتعلات (بالتعاون مع هيديكازو تاناكا وكييتشي هيروكاوا)
- آن هابي (ضمن MONACA)
- أنمي-غاتاريز (بالتعاون مع كيغو هواشي)
- ملحمة مسيرة الموت إلى العالم الآخر (بالتعاون مع MONACA)

### أنمي الإنترنت
- مونستر سترايك (النصف الثاني من الموسم الأول; بالتعاون مع ساتورو كوساكي, كييتشي هيروكاوا و ريويتشي تاكادا)
- ويك أب، جيرلزوو! (ضمن MONACA)

### أفلام أنمي
- ويك أب، جيرلز!: ظل الشباب (ضمن MONACA)
- ويك أب، جيرلز!: بيوند ذا بوتوم (ضمن MONACA)
- مونستر سترايك ذا موفي: إلى مكان البداية (ضمن MONACA)
- آلترد كاربون: ريسليفد (بالتعاون مع كيغو هواشي)

## أعماله في ألعاب الفيديو
- دراكنغارد 3 (ضمن MONACA)
- نير: أوتوماتا

## وصلات خارجية
- كونيوكي تاكاهاشي على موقع ميوزك برينز (الإنجليزية)
- كونيوكي تاكاهاشي على موقع ديسكوغز (الإنجليزية)